# Startovací komplex č. 31 kosmodromu Bajkonur
Startovací komplex č. 31 je ruská startovací rampa na kosmodromu Bajkonur v Kazachstánu, určená pro starty nosných raket rodiny R-7, v současné době Sojuz 2. Tento komplex je primárně využíván ke komerčním startům a od roku 2009 po nárůstu počtu startů na Mezinárodní vesmírnou stanici i k vypouštění nákladních lodí Progress. Proběhlo zde i několik startů s posádkou.

## Popis

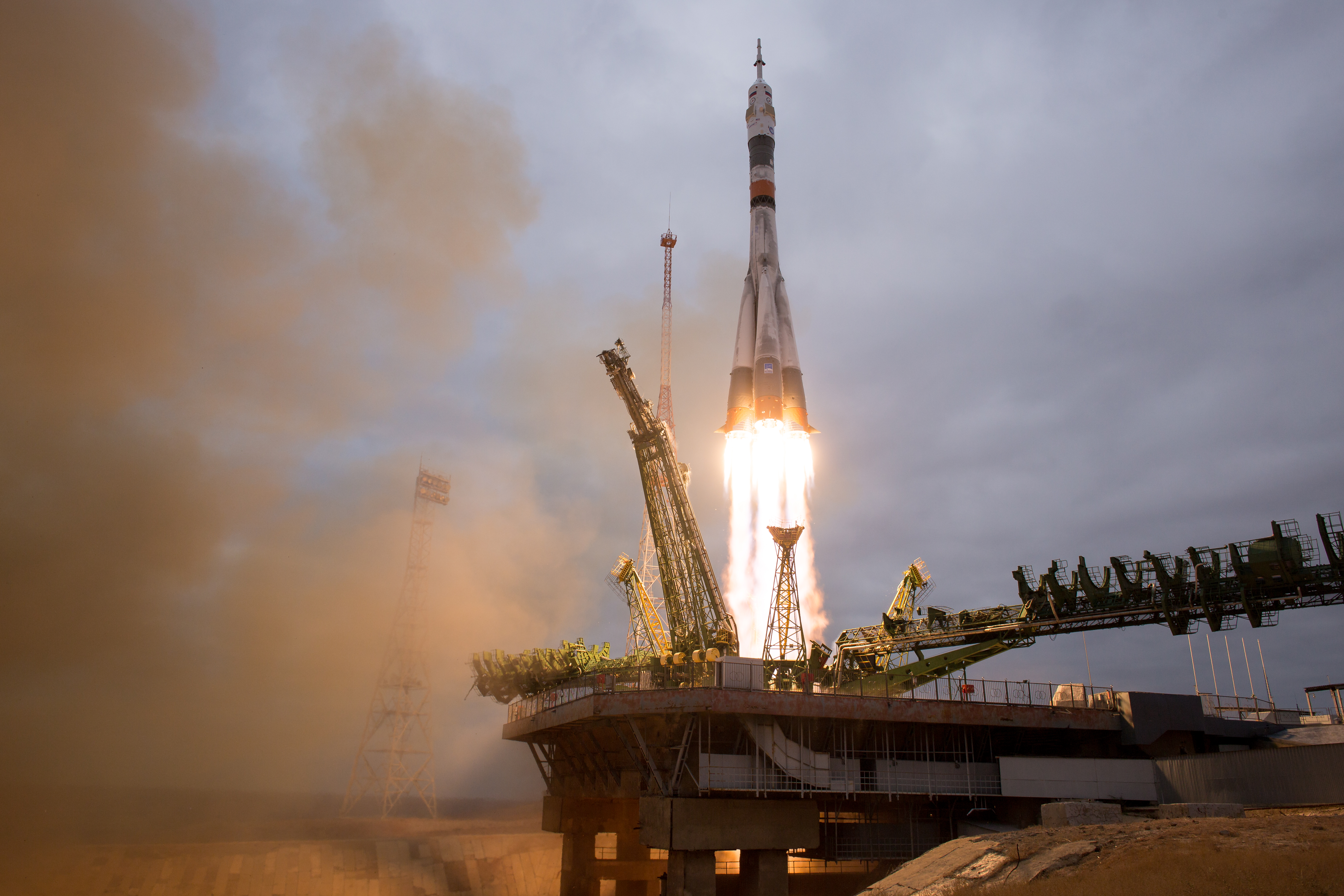
Start rakety Sojuz-FG s kosmickou lodí Sojuz MS-02 z komplexu 31

Komplex 31 byl vybudován mezi lety 1958 ~ 1961 východně od původní „Gagarinovy rampy“ 1/5 určené pro stejný typ raket. Jeho součástí je startovní stůl, montážní hala „MIK“ (rusky Монтажно-испытательный корпус) a také budova pro zpracování jaderné hlavice „MIK GCh“. První start proběhl 14. ledna 1961 s balistickou raketou R-7A.
Během roku 2005 proběhla renovace startovací rampy pro modernější rakety Sojuz 2 a od roku 2020
by měla převzít také všechny starty z rampy 1/5.